# Willem Jozef Droesen
Willem Jozef Droesen (Meterik, 3 maart 1898 - Roermond, 12 maart 1992) was een Limburgs Tweede Kamerlid voor de Roomsch-Katholieke Staatspartij (RKSP) en de Katholieke Volkspartij (KVP).

## Levensloop
Willem Jozef Droesen was een zoon van de land- en tuinbouwer Jan Mathijs Droesen en Maria Helena Tacken. Na het afronden van het gymnasium aan het Bisschoppelijk College te Roermond studeerde hij Nederlandse landbouw aan de Rijks Landbouw-Hoogeschool te Wageningen (tot 1924), waar hij in 1927 ook promoveerde. Parallel aan zijn promotie doceerde hij ook bij de landbouw-winterscholen in Didam en Raalte, waarna hij consulent bij de Jonge Boeren van de Limburgse Boeren- en Tuindersbond was (1926-1932) en rijkslandbouwconsulent voor Limburg (1932-1933).
Van 1933 tot 1967 was Droesen lid van de Tweede Kamer der Staten-Generaal. Hij was hierbij de landbouwspecialist van de katholieke fractie, en hield zich ook bezig met de wederopbouw en financiën. Naast zijn Kamerlidmaatschap vervulde hij diverse bestuursfuncties in de land- en tuinbouwsector. In de Kamer was hij voorzitter van de begrotingscommissie voor Wederopbouw en Volkshuisvesting (1948-1949), voorzitter van de commissies ter voorbereiding van de ontwerp-Pachtwet (1957), de ontwerp-Noodwet Voedselvoorziening (1962), ontwerp-Zaaizaad- en Plantgoedwet (1966) en die voor de wijziging van de Pachtwet en Onteigeningswet (1961). In zijn laatste jaren was hij voorzitter van de vaste Tweede Kamercommissie voor Landbouw en Visserij.

## Familie
Droesen trouwde in 1929 met Maria Apollonia Veronica van Nijnatten, met wie hij zes dochters en drie zoons kreeg.

## Onderscheidingen
- Ridder in de Orde van de Nederlandse Leeuw, in 1947 benoemd
- Commandeur in de Orde van Oranje-Nassau, in 1967 benoemd
- Grootkruis
- Orde van de Heilige Gregorius de Grote